# Call and Response: The Remix Album
Call and Response: The Remix Album е албум с ремикси на американската поп-рок група Maroon 5, издаден на 9 декември 2008 година. В албума са включени ремиски на песни от първите два студийни албума на групата – Songs About Jane и It Won't Be Soon Before Long.